# Cremlino di Izmajlovo
Il cremlino di Izmajlovo (in russo кремль в Измайлове?) è un complesso architettonico di Mosca, sito nel quartiere Izmajlovo. È stato costruito tra il 1998 ed il 2007 secondo i dettami stilistici dell'architettura russa del XVII secolo. Ospita al proprio interno numerosi musei e laboratori artistici.

## Attività
Il cremlino di Izmajlovo è concepito come un complesso culturale e di intrattenimento in cui celebrare e tenere in vita le tradizioni della Russia. Al suo interno è possibile visitare musei, acquistare oggetti d'antiquariato e vedere all'opera fabbri, vasai, intagliatori ed esperti d'arte decorativa. Tra le strutture presenti nel complesso vi sono anche il "Palazzo del pasto russo" e la chiesa di San Nicola in Izmajlovo.

## Musei
All'interno del Cremlino trovano posto i seguenti musei:
- Il museo di storia della vodka;
- Il museo della vita e del vestito russo;
- Il museo delle campane;
- Il museo dei giocattoli.

## Galleria d'immagini

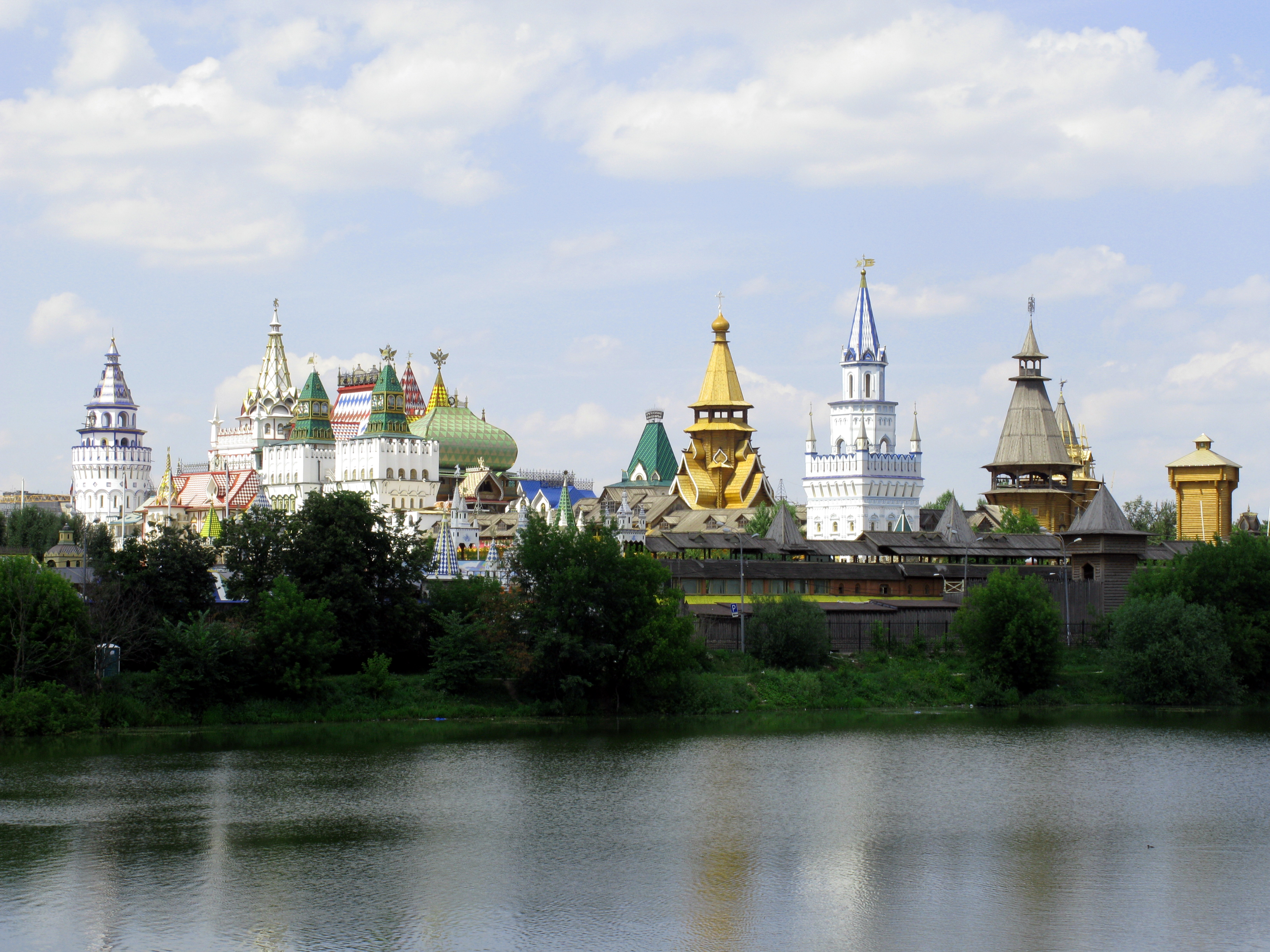
Vista dallo stagno Serebrjano-Vinogradnyj
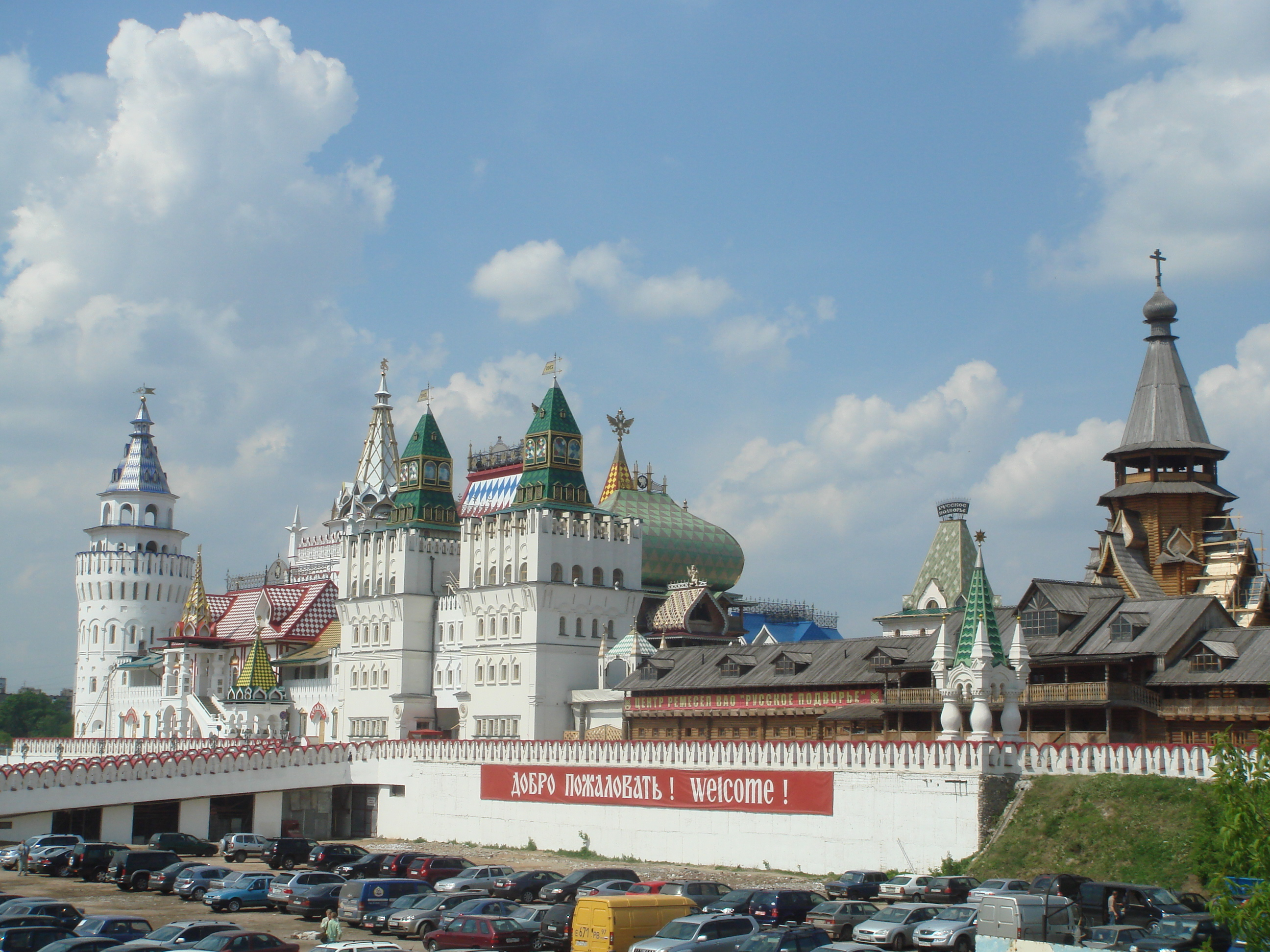
Entrata del Cremlino
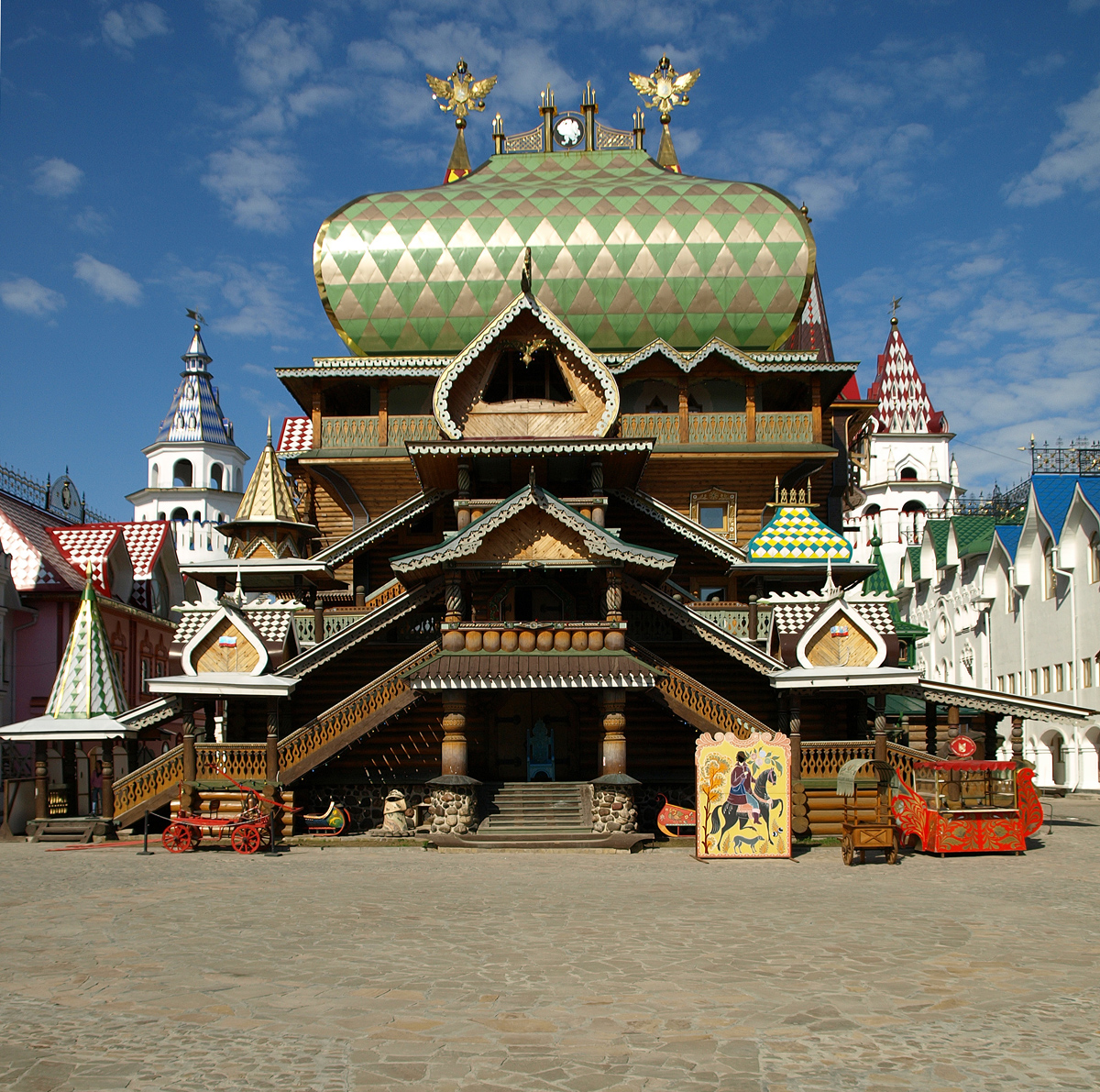
Palazzo del pasto russo
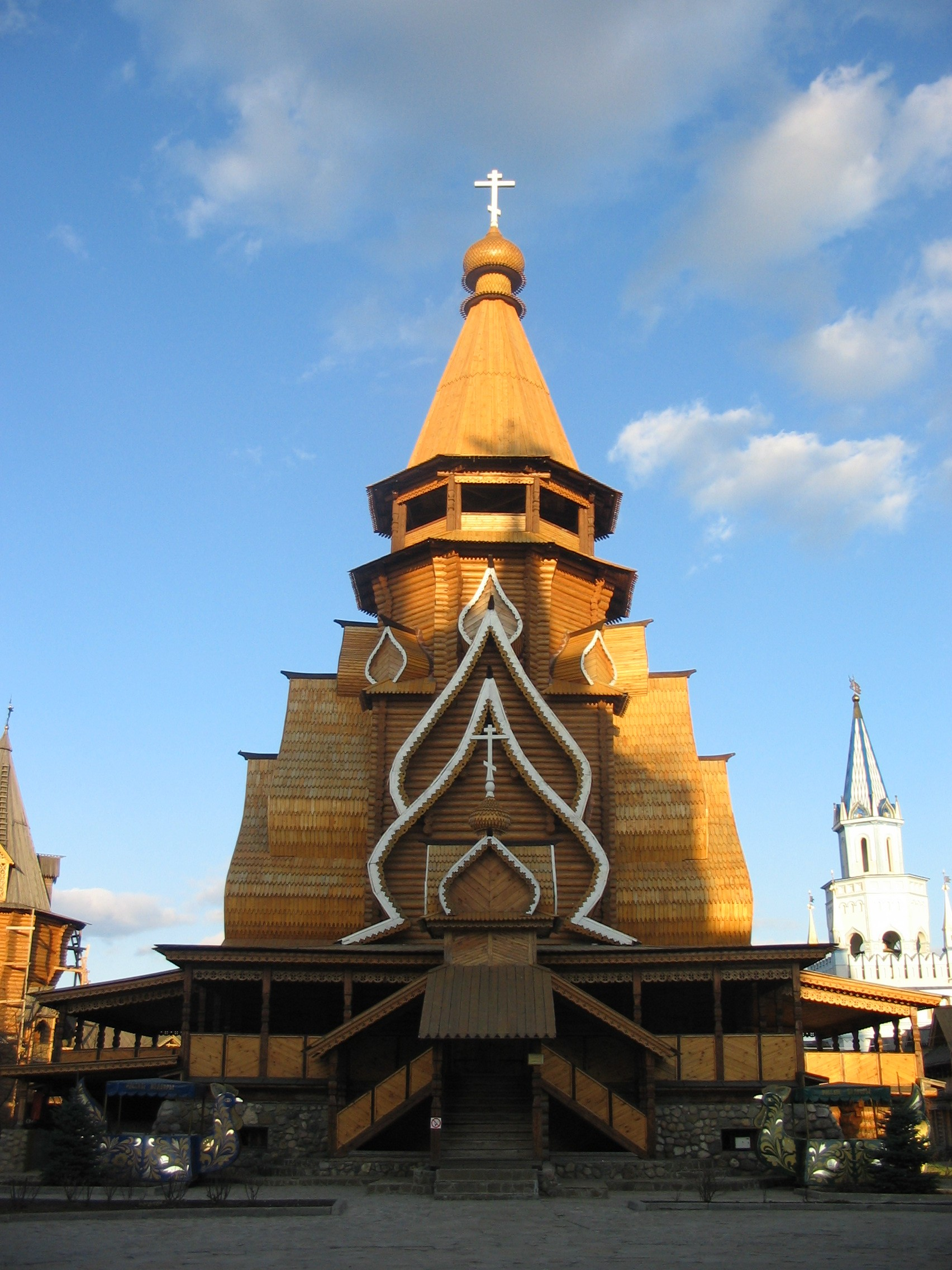
Chiesa di San Nicola
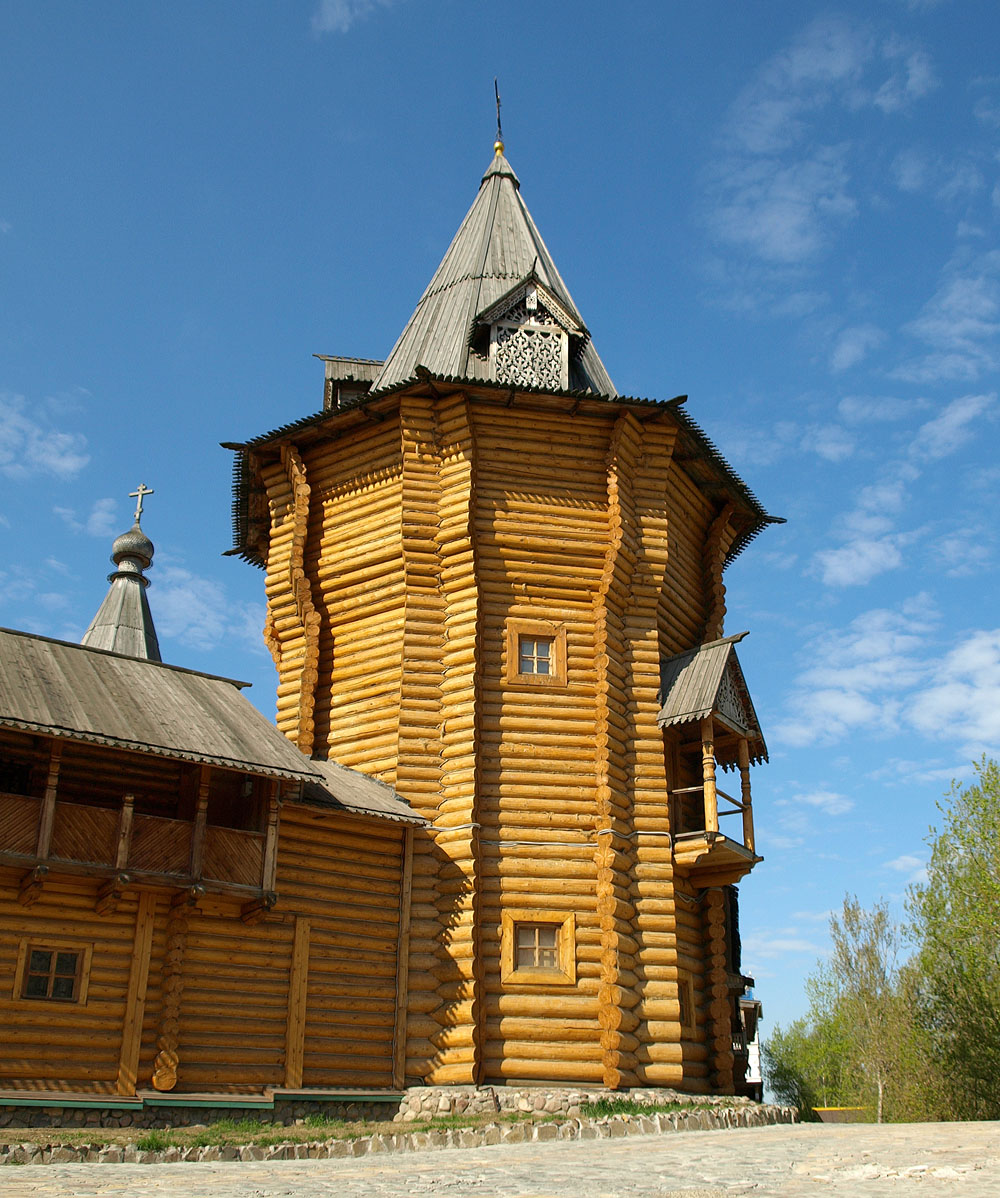
Torre campanaria